# Hanna Heikal
Hanna Heikal (23 luglio 2002) è una nuotatrice artistica egiziana.

## Palmarès

### Coppa del Mondo
- 1 podio:
  - 1 secondo posto (1 nella gara a squadre)